# Tenabo
Pour la municipalité, voir Tenabo (municipalité).
Tenabo est une ville de l'État mexicain de Campeche. C'est la capitale de la municipalité de Tenabo.

## Géographie
La ville de Tenabo se trouve au nord de l'État de Campeche.

## Administration
La Ville de Tenabo est subdivisée en cinq arrondissements :
- Barrio Jacinto Canek
- Barrio San Pedro
- Col. Ana María Farias
- Col. Procesadora
- Col. Lazareto

## Population
En 2005, la population de Tenabo s'élevait à 6 934 habitants selon le recensement mené par l'INEGI.

## Histoire

### Époque précolombienne
L'histoire de la ville de Tenabo commence avec la civilisation maya à sa période classique, avec la fondation de la ville de Tah Naab en 1450 pour Les Canul, qui conformément au Code de Calkiní, procédaient du Petén au Guatemala ont formé la seigneurie de Ah Canul, dont la capitale se trouvait à Calkiní et qui faisait partie de la ligue de Mayapán, avec Uxmal et d'autres seigneuries de la région Puuc. Au milieu du XVe siècle la lutte entre les Xiu et les Cocom les familles groupent autour du seigneuriage Ah Canul.